# Кипарис мексиканский
Кипари́с мексика́нский, или Кипарис лузита́нский, или Кипарис португа́льский (Cupressus lusitanica) — вечнозелёное дерево семейства кипарисовых.

## Ботаническое описание
Дерево до 30—40 м высотой и раскидистой, широко пирамидальной кроной, плохо переносит сухость воздуха и почвы, чувствительно к холоду. 
Кора ствола красновато-коричневая, побеги четырехгранные, удлинённые, расположенные в разных плоскостях.
Хвоя яйцевидная, плотно прижатая, с заострёнными, отстоящими концами. Шишки многочисленные, почти шаровидные, до 1,5 см, молодые голубовато-зелёные, спелые — коричневые. Семена крылатые. 
Лучшего развития достигает на глубоких, хорошо дренированных, аллювиальных, красноземных почвах. Долговечен.

## Распространение
Произрастает дерево в Мексике и Центральной Америке, а также в южных районах США, в горах, отдельные деревья достигают 1,6 м в диаметре и возраста 2000 лет. В культуре с 1600 года.

## Декоративные формы
Кипарис лузитанский весьма изменчив по многим морфологическим признакам, что определяет обилие декоративных форм, из которых отметим следующие:
- Бентама (f. Benthamii) — с побегами, ветвящимися в одной плоскости, варьирующей по окраске хвоей (от сизой до ярко-зеленой), с более узкой и правильной кроной;
- голубая (f. glauca) — хвоя интенсивно сизая, с таким же долго сохраняющимся налетом на шишках, побеги расположены в одной плоскости и несколько толще, чем у типичной формы, страдает от сухости и низких температур;
- Линдлея (f. Lindleyi) — с более крупными шишками и темно-зелеными побегами;
- Найта (f. Nightiana) — похожа на форму Бентама, от которой отличается строением побегов и сизой хвоей;
- печальная (f. tristis) — с колонновидной кроной и гибкими вниз направленными ветвями и веточками.

Декоративные формы представляют большую ценность для зеленого строительства на юге России. Прекрасно смотрятся в рядовой и групповой посадках, одиночно, эффектно выделяясь формой кроны и окраской хвои.